# 카펜터스
카펜터스(Carpenters)는 1970년대 미국에서 활동한 팝 음악 듀오이다. 카렌 카펜터와 리처드 카펜터 남매가 멤버였으며 카렌은 보컬과 드럼, 리처드는 피아노를 담당했다.
카펜터 남매는 미국 코네티컷주의 뉴헤이븐에서 태어나 1963년에 캘리포니아주의 다우니로 이주했다. 리차드는 어릴 때부터 피아노를 시작하여 캘리포니아 롱비치 주립대에서의 전공으로 이어졌고 캐런은 드럼을 배웠다. 1965년 첫 번째 듀오로서의 공연을 시작했고 중간에 스펙트럼이라는 그룹을 거쳐 재즈에 중점을 둔 리차드 카펜터 트리오로 활동했다. 카펜터스라는 이름으로 A&M과 계약을 맺고 1969년 1집 앨범 《Ticket to Ride》로 데뷔했고 다음 해에 히트 싱글 <(They Long to Be) Close to You>와 <We've Only Just Begun>이 나왔고 1973년 발표한 〈Top of the world〉가 빌보드차트 1위에 오르면서 많은 인기를 얻었다. 이후 카펜터스표 멜로디 팝은 미국 톱 40, 어덜트 컨템포러리 차트를 휩쓸며 기록적인 히트를 기록하며 소프트 록, 이지 리스닝, 어덜트 컨템포러리 장르에서 선두 주자가 되었다. 카펜터스는 빌보드 핫 100 차트에서 두 개의 1위 곡과 다섯 개의 2위곡을, 어덜트 컨템포러리 차트에서 15개의 1위 곡을 비롯하여 12개의 톱 10 싱글을 기록했다. 전세계적으로 9천만 장 이상의 음반을 판매한 역대 베스트셀러 아티스트들 중 하나다. 1970년대 전반에 걸친 지속적인 투어 공연으로 중압감이 점차 커졌고 수면제의 일종인 퀘일루드에 중독된 리차드는 1979년 1년의 휴식기를 갖게 되었고 캐런은 거식증에 시달렸다.
1983년 2월 4일 동생 카렌 카펜터가 거식증으로 사망하면서 해체되었다. 당시 집중적인 언론의 보도는 대중들에게 거식증의 위험성을 알리는 계기가 되었다. 카펜터스는 말쑥하고 건전한 보수적인 1970년대의 이미지로 인해 비판을 받기도 했지만 이들의 음악은 이후 재평가되면서 비평가들의 절찬과 함께 상업적인 성공을 거두어 오고 있다.

## 역사

### 카펜터스 이전

#### 어린 시절
카펜터 남매는 둘 다 코네티컷주 뉴헤이븐의 그레이스-뉴헤이븐 병원(현재는 예일-뉴헤이븐 병원)에서 태어났다. 아버지 해롤드 버트램(1918-1988년)은 중국 우조우에서 태어나 1917년 영국으로 이주했다가 1921년 미국으로 왔고 어머니 아그네스 르워(1915-1996년)는 미국 메릴랜드주 볼티모어에서 나고 자랐다. 둘은 1935년 4월 9일 결혼했고 첫째 아들 리처드 린이 1946년 10월 15일에, 그리고 캐런 앤은 1950년 3월 2일에 태어났다. 리처드는 조용한 아이로 대부분의 시간을 집에서 라흐마니노프나 차이코프스키 등의 음악을 듣거나 피아노를 치면서 보냈다. 캐런은 친근감있고 활달한 성격으로 동네 아이들과 소프트볼을 비롯한 스포츠를 즐기기도 했는데 역시 그녀도 음악을 들으며 많은 시간을 보냈다. 캐런은 춤추는 것을 좋아해 네 살때 발레와 탭댄스를 배우기도 했다. 캐런과 리처드 남매는 매우 가까웠고 음악이라는 공동 관심사를 갖고 있었다. 리처드는 아홉 살부터 피아노 레슨을 받기 시작했는데 전통적인 레슨 방식이 맘에 들지 않아 일 년만에 그만두았고 열한 살때 음악을 듣고 스스로 피아노를 연주하기 시작하면서 중단했던 레슨을 여러 다른 피아노 선생들과 계속했다. 이 즈음 리처드는 피아노 연주를 매우 좋아했고 집에서 많은 연습을 했다. 열네살이 되었을 때 그는 전문적 연주자가 되고자 예일 음악학교에서 레슨을 시작했다.
1963년 6월 카펜터 가족은 리처드에게 더 나은 음악적 기회를 주고자 로스앤젤레스의 교외인 다우니로 이사했다. 그는 근처에 있는 감리교회에서 결혼식과 예배 때에 오르간을 연주했는데 전통적인 찬송가 대신 때때로 그는 비틀즈의 노래를 "교회" 스타일로 편곡해서 연주하곤 했다. 1964년 말 리처드는 롱비치의 캘리포니아 주립 대학교에 들어갔고 거기에서 미래의 작곡 파트너인 존 베티스와 리차드 카펜터 트리오에서 베이스와 튜바를 연주하게 될 웨슬리 제이콥스를 만난다.
같은 해 캐런은 다우니 고등학교에 들어갔고 그곳에서 드럼에 흥미를 갖게 되었다. 처음에는 철금(鐵琴)을 연주했었는데 세살부터 드럼을 연주해온 친구인 프랭키 샤베즈에게 영향을 받아 드럼에 대한 열정을 키웠고 데이브 브루벡의 <Take Five> 같이 복잡한 리듬의 곡들을 배우기 시작했다. 1964년 말 샤베즈는 캐런의 부모를 설득하여 그녀에게 루드윅 드럼을 사주도록 했고 동네의 재즈 연주자에게 레슨을 받기 시작했다. 리처드와 캐런은 1965년 지역에서 열린 <아가씨와 건달들> 뮤지컬 밴드 일원으로 처음으로 함께 공연했다.

#### 리처드 카펜터 트리오와 스펙트럼
캐런이 드럼을 시작한 지 1년쯤 되던 1965년 말쯤 리처드는 투바와 업라이트 베이스를 연주하던 제이콥스와 함께 팀을 만들었는데 캐런이 드럼을 맡으면서 셋은 재즈를 주로 연주하는 리처드 카펜터 트리오를 결성하게 된다. 리처드가 밴드를 이끌며 모든 편곡을 담당했고 매일 같이 연습하기 시작했고 테이프 녹음기를 구입하여 밴드의 연주를 녹음했다. 원래 캐런과 리처드 모두 노래를 하지 않았었다.
이후 캐런이 점차 노래에 자신감을 갖게 되면서 프랭크 풀러에게 레슨을 받기 시작했다. 그는 캐런에게 클래식과 팝 노래들을 가르쳤는데 그녀가 리처드가 만든 곡들을 부르기를 가장 좋아한다는 것을 알게 되었다. 풀러는 후에 "캐런은 타고난 팝 가수다"라고 회상했다. 1966년 초 캐런은 로스엔젤레스의 베이스 연주자인 조 오스본의 차고 스튜디오에서의 밤늦은 세션에 함께 갔다가 리처드가 프리버그의 반주를 맡은 데모 녹음 세션에서 미래 카펜터스의 동료이자 작사가인 존 베티스를 만나게 된다. 오스본의 요청으로 캐런이 노래를 시작하자마자 그는 감명을 받아 자신의 레이블인 매직 램프 레코드와 계약을 맺었고 리처드는 자신의 자회사인 라이트업 뮤직에 영입했다. 이 레이블을 통해 캐런이 노래하고 리처드 카펜터 트리오가 반주로 참여한 리처드의 곡 <Looking for Love>와 <I'll Be Yours>가 싱글로 나왔다. 이 싱글들은 홍보의 부족으로 인해 상업적 성공은 거두지 못했고 이듬해 레이블은 사업을 접게 된다.
1966년 중반 리처드 카펜터 트리오는 매년 열리는 할리우드 볼의 밴드 배틀 경연대회에 참여했다. <The Girl from Ipanema>의 연주곡 버전과 자신들의 곡 <Iced Tea>를 연주했는데 우승을 거머쥐었고 RCA 레코드사와 계약을 체결한다. 여기서 비틀즈의 곡 <Every Little Thing>과 프랭크 시나트라의 <Stranger in the Night>을 녹음했는데 사측에서 검토 결과 제작하지 않기로 결론을 냈고 결국 트리오는 RCA로부터 나오게 된다.
1967년 초 캐런이 고등학교를 졸업하고 리처드가 다니던 롱비치 캘리포니아 주립 대학교에 음악 전공으로 들어갔다. 오스본은 캐런과 리처드에게 자신의 스튜디오에서 데모 테이프를 녹음할 수 있게 해주었고 시간에 구애받지 않고 작업을 할 수 있었던 리처드는 자신과 캐런의 목소리를 오버더빙하여 큰 합창단과 같은 사운드를 만들어 내기도 했다.
1967년 제이콥스는 클래식 음악을 공부하기 위해 디트로이트 심포니 오케스트라에 들어갔고 그렇게 리처드 카펜터 트리오는 해산된다. 한편 리처드와 베티스는 디즈니랜드의 메인 스트리트에 있는 음식점에 연주자로 고용되었고 가게의 테마에 맞게 19에서 20세기로 넘어가는 시기의 음악들을 연주하게 된다. 하지만 많은 손님들이 이들에게 당시의 팝 음악들을 요청하면서 이들은 그런 곡들을 연주했고 그러다가 디즈니랜드의 관리인이었던 빅터 구더에게 발각되어 "너무 급진적"이라며 해고를 당했다. 베티스와 리처드는 이 조처에 몹시 못마땅해 하면서 자신의 이전 상사에 관한 곡인 <Mr. Guder>를 썼다.
그리고 나서 리처드와 카렌은 롱비치 대학의 동료 뮤지션들과 함께 스펙트럼이라는 밴드를 조직했다. 베티스가 기타를 맡았고 리처드가 쓴 곡에 가사를 붙였다. 이 그룹은 로스엔젤레스의 여러 레코드 레이블에 데모 테이프를 보냈으나 별 효과가 없었는데 당시 클럽에서 유행하던 사이키델릭 록과는 사뭇 다른 뭔가 중도적인 사운드가 그 이유 중 하나였다. 리처드는 무대에서 사용하는 피아노와 함께 쓰기 위해 월리처 전자 피아노를 구입했고 스펙트럼은 로스엔젤레스의 위스키 어 고고 나이트 클럽에서 정기적으로 연주하게 되면서 스테픈울프의 오프닝을 맡기도 했다.
스펙트럼이 연주하는 곡들이 록앤롤 스탠다드에 비추어 볼 때 춤출 수 있는 음악이 아니었기에 점차 공연 기회를 얻지 못하게 되면서 1968년 해체되면서 리처드와 캐런은 듀오로 활동하기로 하고 이름을 카펜터스라고 붙였다. 같은 해 이들은 TV 프로그램인 "아메리카 대학 쇼"에 섭외되어 <Dancing in the Street> 커버 곡을 불렀는데 이것이 카펜터스의 첫 방송 출연이었다. 이 시기에도 계속 데모 테이프를 제작했고  A&M 레코드에도 보냈었다. A&M 레이블 사장인 허브 앨퍼트는 캐런의 목소리에 매료되었고 나중에 가서 "나의 마음을 울렸다... 나는 지금이 바로 이들을 위한 때라고 느꼈다"고 술회했다. 카펜터스와 만난 자리에서 앨퍼트는 "히트곡이 나오기를 희망해 보자!"라고 했다고 한다.

### 카펜터스 활동

#### 《Offering (Ticket to Ride)》
리처드와 캐런 카펜터는 A&M 레코드와 1969년 4월 22일 계약을 체결했다. 19살이었던 캐런은 미성년자로 그녀의 부모가 함께 서명을 해야 했다. 이들은 "카펜터스"라는 이름을 사용하기로 했다. 정관사 "The"를 붙이지 않았는데 버펄로 스프링필드나 제퍼슨 에어플레인 같은 밴드의 이름이 멋지다고 생각했지 때문이었다.
A&M 레코드는 이들이 자신의 스타일로 마음껏 스튜디오를 사용하여 음악을 만들 수 있도록 해주었는데 계약 당시 함께 있던 이들은 리처드가 제작의 적임자라고 했지만 잭 도허티가 제작을 맡는 조건이었다. 앨범에 수록된 대부분의 곡들은 이미 작곡이 되어있고 스펙트럼에서 연주했던 것들이었고 <Your Wonderful Parade>와 <All I Can Do>는 오스본과 함께 만들었던 데모 테이프에 들어있던 곡들이었다. 또한 리처드는 비틀즈의 <Ticket to Ride>를 우울한 분위기의 발라드로 편곡해서 집어넣었다. 이 앨범에서 오스본은 베이스를 연주했고 앞으로 계속해서 카펜터스와 함께 활동할 예정이었다. 《Offering》이란 제목의 이 앨범은 1969년 10월 9일 발매되었고 평론가들로부터 긍정적 평가를 받았다. 빌보드에서의 한 리뷰에서는 "라디오에서 도움을 준다면 카펜터스는 빅 히트를 칠 수 있을 것이다"라고 했다.
<Ticket to Ride>는 11월 5일 싱글로 발매되었고 빌보드 핫 100 차트의 54위에 올랐고 어덜트 컨템포러리 차트 톱 20에 들었다. 앨범은 초판이 1만8천장이 판매되어 A&M 측에는 손해였는데 이후 카펜터스가 유명해지면서  《Ticket to Ride》라는 제목으로 재포장하여 재발매한 앨범이 세계적으로 25만장이 팔리게 된다.

#### 《Close to You》

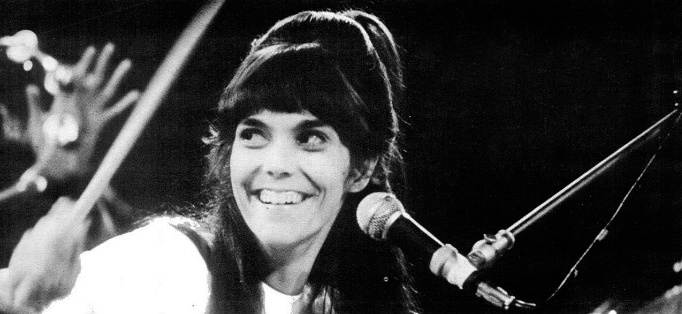
무대에서 드럼을 연주하는 캐런

《Offering》의 부족한 실적에도 불구하고 A&M은 카펜터스와의 계약을 유지하면서 히트 싱글을 만들어 보려 시도한다. 1969년 12월 카펜터스는 버트 배커랙과의 만남을 갖게 된다. 이들의 노래에 감명을 받은 배커랙이 카펜터스를 자신이 주최한 자선공연의 오프닝으로 초대하여 배커릭과 할 데이빗의 곡들을 메들리로 불러줄 것을 요청했다. 허브 앨퍼트는 리처드에게 배커릭과 데이빗의 곡 <(They Long to Be) Close to You>를 재편곡하도록 했는데 이 곡은 이미 1963년 리차드 챔버레인이, 그리고 그 다음 해에 디온 워릭이 불렀었다. 리처드 카펜터는 이 곡을 단독 곡으로 부르는 것이 더 낫겠다고 판단하고 이전 녹음된 곡들을 참조하지 않고 백지 상태에서 곡을 편곡했다. 처음 녹음에서는 어려움이 있었으나 두 번째 녹음 세션에서 앨퍼트가 캐런 대신 노련한 세션 드러머인 할 블레인을 기용할 것을 권했고 세션 피아니스트 래리 넥텔도 고려 대상이었으나 결국에는 리처드가 건반을 연주했다. 카펜터스의 버전은 1970년 3월 싱글로 발매되었고 차트에 곧바로 56위로 진입하면서 6월 20일 주간에 가장 높은 순위로 데뷔한 곡이 되었고 7월 25일 1위에 올라 이후 4주간 톱을 유지했다.
이들의 다음 히트곡은 리처드가 크로커 내셔널 은행의 광고에서 들었던 <We've Only Just Begun>으로 폴 윌리엄스와 로저 니콜라스가 쓴 곡이었다. <Close to You>가 1위에 오른지 3개월 후 카펜터스 버전의 <We've Only Just Begun>이 뒤따라 빌보드 핫 100 차트의 2위에 오르면서 카펜터스의 다섯 개의 2위곡들의 첫 스타트를 끊었다. 4주간을 머물렀는데 당시 1위였던 잭슨 파이브의 <I'll Be There>와 파트리지 패밀리의 <I Think I Love You>의 아성을 무너뜨리지는 못했다. 이 곡은 윌리엄스와 니콜라스의 첫 번째 히트 싱글이 되었고 카펜터스의 버전이 완벽하다고 여겼다. 
<Close to You>와 <We've Only Just Begun>은 미국 음반 산업 협회(RIAA) 공식 골드 싱글이 되었고 앨범 《Close to You》는 2003년 롤링스톤의 역대 위대한 앨범 500 차트에서 175위를 기록했다. 이 앨범에는 디즈니랜드의 관리자였던 빅터 구더에게서 영감을 받은 <Mr. Guder>도 담겨있었는데 그는 당시 디즈니랜드에서 일하며 팝 음악을 불렀던 젊은 작곡가들을 쫓아냈었다.
카펜터스는 투어를 시작했고 제이콥스와 스펙트럼의 이전 멤버들을 섭외하려 했다. 제이콥스는 디트로이트 심포니에 머물기로 결정했고 우드햄스와 심스는 합류하기로 했다. 이후 더그 스트로운과 밥 메신저가 더해지면서 라이브 밴드가 꾸려졌다. 이들은 공연에서도 음반과 같은 음악을 들려주고자 A&M의 사운드스테이지에서 매일같이 연습을 했다. 차트에서 성공을 거두면서 카펜터스는 1970년에 에드 설리번 쇼를 비롯하여 몇 차례 방송 출연을 하게 된다.
1970년을 마무리하며 성탄절에 맞춰 <Merry Christmas, Darling>을 내놓았고 이후 수년간 성탄절 때마다 틀어지게 된다. 이 싱글은 홀리데이 차트에서 높은 순위에 올랐고 이후 몇 년 동안 반복적으로 차트에 재진입했다.

#### 《Carpenters》와 《A Song for You》

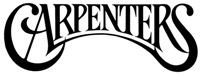
카펜터스의 로고로 원래는 동명 앨범에 사용하고자 디자인 되었다.

카펜터스는 1970년대 초반 줄지어 히트 싱글과 음반을 내놓았다. 1971년 나온 <For All We Know>는 전 해에 팝그룹인 브레드의 멤버들이 영화 <연인들과 또다른 이방인들>의 결혼식 장면에 들어가는 곡으로 녹음했던 것인데 리처드가 이 곡에서 가능성을 보고 1970년 가을에 카펜터스 버전으로 녹음했다. 이 곡으로 세 번째 골드 싱글을 달성했고 이후 "최우수 오리지널 곡"으로 오스카 상을 수상했다. 1971년 3월 16일 카펜터스는 듀오, 그룹, 합창 부문에서 최우수 신인상과 최우수 컨템포러리 연주상에 후보로 올랐다.

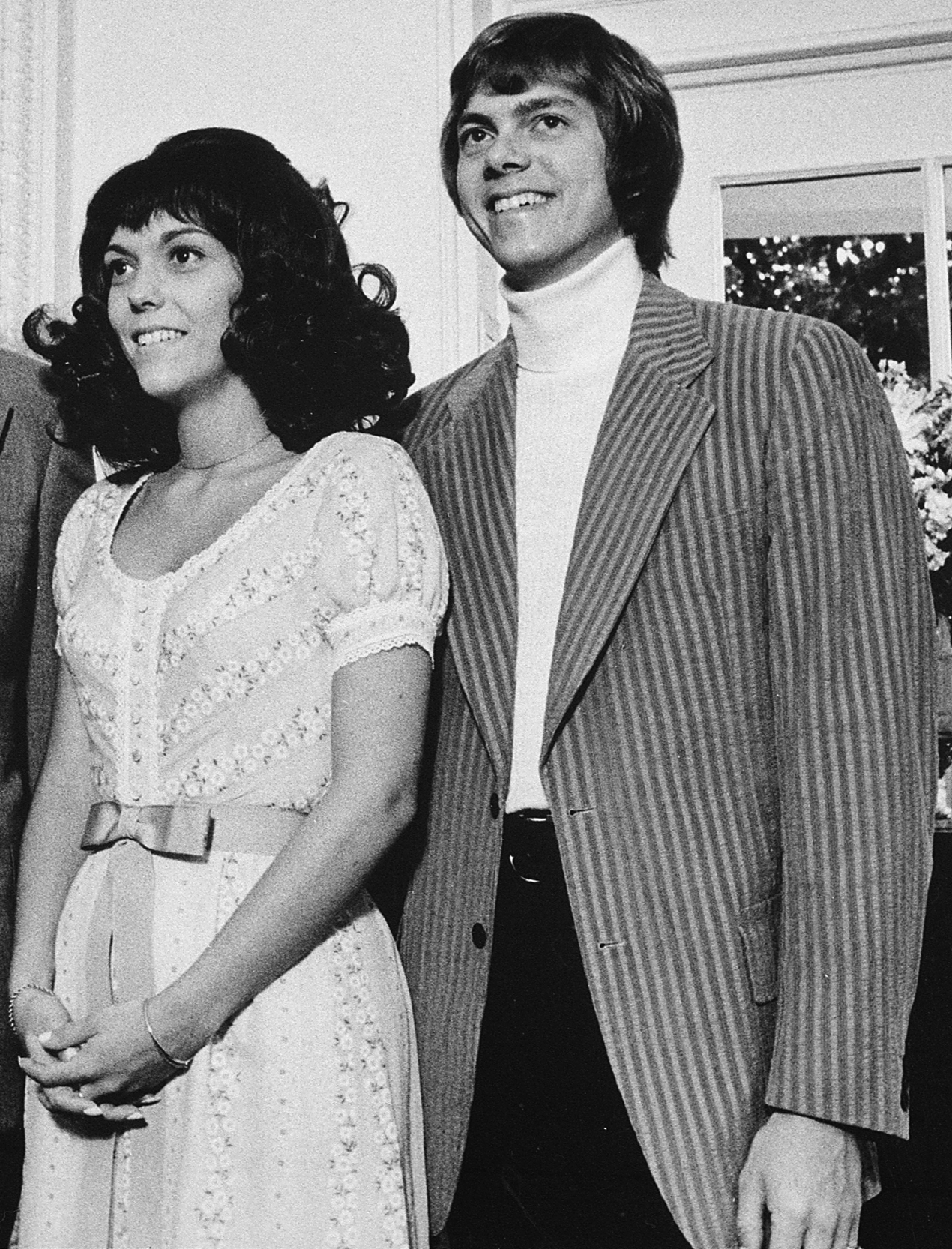
1972년 8월 1일 백악관에서 캐런과 리처드 카펜터

네 번째 골드 싱글인 <Rainy Days and Mondays>는 카펜터스가 두 번째로 윌리엄스와 니콜라스의 곡으로 성공한 케이스다. 이 싱글은 빌보드 핫 100의 2위에 올랐는데 당시 1위는 캐럴 킹의 <It's Too Late>이었다.
카펜터스의 다음 히트곡은 보니 브람렛과 레온 러셀이 쓴 곡 <Superstar>였다. 이 곡은 원래 조 코커의 1970년 앨범 《Mad Dogs & Englishmen》에 담겨 있었고 노래는 리타 쿨리지가 불렀었다. 캐런은 이 앨범을 알고 있었는데 리처드는 이 곡을 벳 미들러가 투나잇 쇼에서 부른 것을 처음 들었고 카펜터스의 히트곡이 될 소지를 보았다. 가사 중에서 "당신과 함께 다시 잠자리에 들기를 고대해요"라는 부분을 "당신과 다시 함께 하기를..."로 고쳤는데 원래 가사로는 톱 40 라디오에서 틀어주지 않을 것이란 것을 알고 있었기 때문이었다. 이 싱글은 백만장이 팔리면서 골드 싱글이 되었고 카펜터스의 빌보드 핫 100 차트의 세 번째 2위곡으로 기록되었다. 당시 1위는 로드 스튜어트의 <Maggie May / Reason to Believe>였다. 1971년 5월 14일 카펜터스는 카네기 홀에서 공연했고 표는 매진되었다. 그리고 같은 날 발매한 세 번째 앨범 《Carpenters》은 카펜터스의 베스트셀로 중 하나가 되었다. 선주문만 백만장이 넘었고  미국 음반 산업 협회(RIAA) 공식으로 네 번의 플래티넘을 달성했으며 빌보드 팝앨범 차트에서 2위로 2주간을 머물렀으며 (당시 1위는 캐롤 킹의 《Tapestry》였다) 그래미 어워드를 받았다 (세 부문에 후보로 올랐다).
A&M의 디자인 파트에서는 크레이그 브라운을 섭외하여 커버 디자인을 했는데 리처드는 그것을 보자마자 굉장한 로고라고 느꼈다고 한다. 앨범 커버에 나온 로고는 이후 카펜터스의 모든 앨범에 로고로 등장하게 된다. 리처드는 이에 대해 일관성을 유지하기 위함이라고 했다.
1971년 중반에 들어 카펜터스가 공연을 할때 중심점이 없다는 비평을 받게 되는데 캐런이 드럼을 연주하며 노래했기 때문이었다. 리처드와 배시는 캐런에게 앞에 나와서 노래하라고 설득했는데 처음에는 주저하다가 결국에는 히트곡과 발라드는 앞에 나와서 부르고 빠른 곡들은 드럼을 연주하며 하기로 결정했고 그 결과 투어를 위해 드러머 짐 앤소니를 영입했다. 시간이 흐르면서 캐런은 앞에 나서서 밴드의 중심점이 되는 데에 익숙해졌다.
그 해 후반에 리처드는 빙 크로스비의 영화 <리듬 온 더 리버>를 보았는데 크로스비는 컨츄리 가수로 나오고 점차 인기를 잃어가는 내용이었다. 영화상에서 그의 가장 유명한 곡이 <Goodbye to Love>라고 설정되어 있었는데 실제로 노래는 나오지 않았다. 리처드는 그 곡이 이럴 것이라고 상상력을 발휘하여 작곡했고 기본적인 가사도 붙였다. 이후 베티스와 함께 곡 작업을 마무리했는데 리처드는 퍼즈 기타 솔로를 넣고 싶어했다. 노련한 세션 연주자를 부르는 것에 주저했던 그는 전에 카펜터스의 투어에서 함께 했던 인스턴트 조이라는 밴드의 토니 펠루소에게 연주를 부탁했다. 펠루소는 전형적인 록 기타리스트였고 악보를 읽을 줄 몰라서 리처드는 코드 차트를 그려주었다. 처음 다섯 마디는 멜로디를 따라서 연주한 다음 즉흥으로 가도록 했고 그는 두 번의 녹음 만에 기타 솔로를 마무리했다. 베티스는 나중에 가서 <Goodbye to Love>가 그가 작업한 싱글들 중 가장 좋아하는 것이라고 했다. 이 곡은 빌보드 핫 100 차트 7위에 올랐고 펠루소는 이후 카펜터스와 풀타임으로 투어를 다니게 되었다. 소프트 발라드 곡에 시끄러운 기타 연주가 들어간 것에 불만인 이들도 있었고 항의성 받았지만 반대로 록과 팝 간의 다리 역할을 하면서 새로운 팬들이 생기기도 했다.
1972년 4월 25일 카펜터스는 백악관을 방문하였고고 8월 1일에는 리처드 닉슨 대통령을 만나 집무실에서 함께 사진 촬영을 했다.
<Goodbye to Love>은 1972년 6월 13일 발매된 카펜터스의 네 번째 앨범 《A Song for You》에 담겼다. 타이틀 곡은 리언 러셀의 데뷔 앨범에 있던 곡을 리메이크 한 것이었는데 싱글로 내려고 했으나 길이 때문에 할 수 없었다. 또한 캐럴 킹의 <It's Going To Take Some Time>, 니콜라스/윌리엄스의 또 다른 곡 <I Won't Last A Day Without You>이 담겨 있었고 카펜터와 베티스의 합작품인 <Top of the World>도 있었는데 원래는 앨범 수록곡으로만 제작했다가 1973년 초 린 앤더슨이 이 곡을 가지고 히트를 치자 카펜터스는 싱글 버전을 만들어 9월에 발매했고 12월에 들어서면서 빌보드 1위를 차지하여 카펜터스 두 번째 1위곡이 되었다.

#### 《Now & Then》

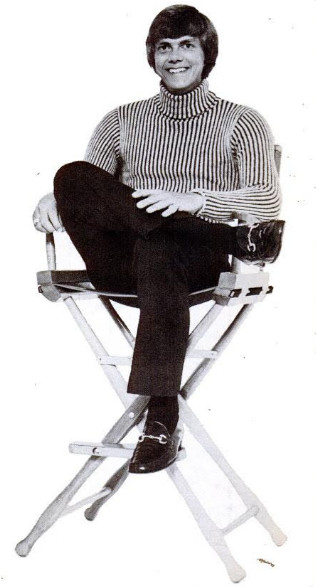
1973년 리처드

카펜터스는 1973년 4월 30일 백악관 특별 공연을 하면서 닉슨 대통령을 다시 만났는데 당시 워터게이트 스캔들로 암울한 상황이었다. 이후 닉슨은 대통령직을 사임하게 된다.
카펜터스의 다음 앨범인 《Now & Then》 제목은 어머니 아그네스가 지은 것이었다. 여기에는 지미 조이스 어린이 합창단과 함께 노래한 세서미 스트리트의 주제가인 <Sing>이 담겨 있었는데 싱글로 발매되었고 핫 100 차트 3위까지 올랐다. 이 앨범에도 리언 러셀의 곡 <This Masquerade>와 레코드의 한 면을 다 차지한 야심찬 곡 <Yesterday Once More>가 담겨 있었는데 올드팝 라디오에 대한 헌정곡으로 옛 히트 송 8개를 메들리로 엮어서 마치 라디오에서 나오는 것처럼 편집한 것이었다. 이 곡의 싱글 버전은 영국에서 크게 인기를 얻어 2위까지 올랐고 이후 전세계에 걸쳐 카펜터스 최고의 히트곡이 되었다.
1974년 카펜터스는 행크 윌리엄스의 신나는 곡 <Jambalaya (On the Bayou)> 리메이크로 세계적인 히트를 치게 된다. 이 곡은 미국에서 싱글로 발매되지는 않았는데 일본에서는 톱 30에, 영국에서는 12위, 네덜란드에서는 3위에 올랐다. 그 해 크리스마스에 카펜터스는 재즈풍의 <Santa Claus Is Coming to Town>을 발표했고 페리 코모의 크리스마스 쇼에 출연했다.

#### 《The Singles: 1969–1973》

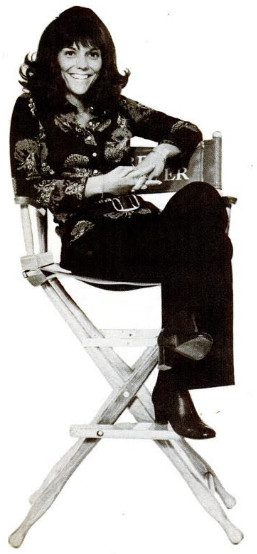
1973년 캐런

1974년에는 새로운 앨범을 내지 않았는데 대규모의 투어를 진행하면서 너무 지쳤기 때문이었다. 리처드는 후에 "앨범을 만들 시간이 전혀 나질 않았고 또 그럴 기분도 아니었다"라고 했다. 가족간에 긴장이 고조되고 있었다. 리처드는 그룹의 미용사와 데이트 중이었는데 어머니 아그네스와 캐런이 그녀를 쌀쌀맞게 대하면서 결국 그녀는 관계를 끝내고 그룹을 떠났다. 또 어머니는 늘 리처드의 음악적 재능을 칭찬하며 자랑했는고 캐런은 그것이 못마땅했다. 결국 둘은 부모의 집을 나왔고 처음에는 둘이 함께 한 집에서 살았다. 5월에 카펜터스는 처음으로 일본 투어를 가서 8만5천명의 팬들에게 음악을 선사했다. 후에 이들은 처음 토쿄 공항에 내리던 순간을 비틀즈에 비교하기도 했다.
이 시기에 카펜터스는 《A Song for You》 앨범에 담겼던 곡 <I Won't Last a Day Without You> 하나만을 싱글로 발매했다. 앨범이 발매된지 2년이 지난 뒤였고 모린 맥거번이 1973년 이 곡을 리메이크로 낸 지 몇 개월 후였다. 1974년 3월 싱글 버전의 이 곡은 이 앨범에서 다섯 번째로 톱 20에 들었고 5월에는 핫 100 차트 11위에 올랐다.
새 앨범 대신 카펜터스의 첫 번째 히트곡 모음집이 발매되었는데 싱글들을 리믹스하였고 노래 앞뒤로 연결부를 넣어서 레코드 각 면의 곡들이 끊김 없이 이어지도록 했다. 리처드는 후에 이렇게 만든 것에 대해 후회했다고 한다. 이 모음곡은 《The Singles: 1969–1973》란 제목으로 발매되었고 1974년 1월 5일 미국 차트의 톱에 올라 1주간을 머물렀고 영국에서도 톱으로 17주간(비연속) 있으면서 당시 가장 많이 팔린 앨범 중 하나가 되었고 최종적으로 미국에서만 7백만장 이상이 팔린 것으로 집계되었다.

#### 《Horizon》
1975년 카펜터스는 마블레츠의 1961년 히트곡 <Please Mr. Postman>의 리메이크로 히트를 치게 된다. 이 곡은 1월에 빌보드 핫 100 차트의 톱으로 오르면서 카펜터스의 세번째 1위곡으로 미국에서 열 두 번째 백만장의 판매를 올린 골드 싱글이 되었다. 이어서 나온 카펜터와 베티스의 합작품인 <Only Yesterday>는 4위까지 오르면서 이들의 마지막 핫 100 차트의 톱 10에 들어간 곡이 되었다. 이 곡의 사운드는 필 스펙터의 유명한 월 오브 사운드 테크닉을 시도한 것이다.
두 개의 싱글 모두 1975년 발매된 앨범 《Horizon》에 수록되었고 그 외에 이글스의 <Desperado>, 닐 세다카의 <Solitaire>도 들어있었는데 이 곡들도 어느 정도 인기를 얻었다. 《Horizon》은 2주 후에 골드 앨범이 되었는데 다만 미국에서 톱 10에는 들지 못하고 13위에 그쳤다. 이 앨범은 지금까지도 평론가들에게 호평을 받고 있다.
카펜터스는 1975년 닐 세다카와 함께 투어를 했는데 평론가들은 세다카의 공연이 더 프로답고 재미있다고 여겼다. 세다카에게 쏟아지는 찬사에 대해 리처드가 특히 못마땅해 했으며 결국 그를 투어에서 제외시켜 버렸다. 캐런은 밀려드는 라이브 쇼 요청에 힘들어 했고 계획했던 영국와 일본 투어를 취소해야 했다.

#### 《A Kind of Hush》와 《Passage》
카펜터스의 다음 앨범 《A Kind of Hush》는 1976년 6월 11일 발매되어 골드 앨범을 달성했다. 하지만 이 앨범은 7년전 나왔던 《Ticket to Ride》 이후 처음으로 플래티넘에 이르지 못했다. 몇 곡은 계속적으로 히트 행렬을 이어갔지만 이 시기에 이르러 대중들은 이들에게 너무 익숙해져 있었고 판매는 하향세였다. 그 해의 가장 히트한 이들의 싱글은 허먼 허밋의 <There's a Kind of Hush (All Over the World)>를 리메이크 한 곡이었는데 빌보드 핫 100의 12위까지 올랐고 캐런이 카펜터스 곡들 중 가장 좋아한다는 <I Need to Be in Love>는 25위에 올랐다. 한편 <There's a Kind of Hush>는 어덜트 컨템포러리 차트에서 톱에 올라 이 차트에서 1위에 오른 14번째 곡이 되었다. 이는 다른 누구도 달성하지 못한 기록이다.
카펜터스의 최초 TV 스페셜은 1976년 12월 8일 방영되었는데 게스트로 존 덴버와 빅터 보그 등이 참여했었고 처음으로 미국의 버라이어티 쇼에서 메인으로 출연하는 것이었다.
1977년 발매된 《Passage》는 다른 장르들을 시도한 앨범으로 재즈 퓨전곡 <B'wana She No Home>, 칼립소풍의 <Man Smart, Woman Smarter>, 오케스트라와 함께 한 발라드 <I Just Fall in Love Again>과 <Two Sides>와 함께 히트곡인 <All You Get from Love Is a Love Song>와 <Calling Occupants of Interplanetary Craft>이 담겨 있었다. 1978년 초 이들은 예상 밖의 빠른 템포의 컨츄리 곡 <Sweet, Sweet Smile>로 톱 10에 올랐는데 컨츄리-팝 가수인 주스 뉴튼과 그녀의 오랜 음악 동반자인 오타 영이 만든 곡이었다. 

#### 《The Singles: 1974–1978》
1978년에는 새 앨범 대신 두 번째 모음집인 《The Singles: 1974–1978》을 발매하여 영국에서 2위까지 올랐다. 미국에서는 크리스마스 앨범인 《Christmas Portrait》이 나왔는데 이후 크리스마스 시즌에 가장 즐겨 찾는 앨범이 되었고 플래티넘을 달성했다. 앨범의 곡들로 만든 TV 스페셜이 곧 이어 만들어졌고 거기에는 크리스마스 곡이 아닌 곡들도 있었는데 그 중에서 <Where Do I Go from Here> 같은 경우 캐런이 사망한 이후에 발매되었다.

#### 공백기
1978년 리처드는 퀘일루드(수면제의 일종)에 중독되었는데 1971년 투어 때부터 처방을 받아 점차 복용량을 늘려왔었다. 12월 3일에 카펜터스는 롱비치 컨벤션 센터의 퍼시픽 테라스 극장에서의 공연이 있었는데 그것이 캐런과 리처드가 마지막으로 함께 한 라이브 공연이 되었다. 리처드는 영국에서 있을 ITV의 브루스 포시스의 빅 나이트에 출연하기로 했었는데 자신의 상태가 심각함을 깨달으면서 결국 가지 못했고 캐런 혼자서만 나갔고 둘이 갈라서기로 했다는 소문을 부인했다.
리처드는 중독 치료를 위해 1979년 1월 캔자스주 토피카에 있는 시설에 6주간 입원했고 그 해에는 활동을 접고 휴식과 회복에 집중하기로 했다. 리처드는 그때 즈음 캐런이 거식증에 걸렸음을 확신했는데 그녀는 대장염일 뿐이라며 부인했다. 캐런은 노래하는 것을 쉬거나 자신의 상태에 대한 의학적 도움을 원하지 않았다. 솔로로 활동하기로 결심한 캐런은 뉴욕의 제작자인 필 라몬과 함께 솔로 앨범을 내기로 했다. 라몬을 제작자로 선택한 것이나 디스코/댄스 템포를 시도하려 한 것은 자신의 이미지를 바꾸고 싶었기 때문이었다.한편 어머니인 아그네스는 캐런이 리처드 없이 활동하는 것에 못마땅해 했고 리처드는 캐런이 앨범 작업을 혼자 할만큼 건강 상태가 좋지 않다고 염려했다. 녹음 작업에는 총 5십만불이 들었고 그 중에서 4십만불은 카펜터스의 재정에서 충당했다. 앨범은 발매되지 못했는데 언론에서는 캐런이 발매하지 말라고 요청했다고 발표되었지만 실상 음반사에서 거부를 당하고 몇 달간의 작업이 물거품이 되어 버린 캐런은 큰 충격에 빠졌다. 이 앨범은 13년 후, 캐런이 사망한 이후인 1996년 결국 발매되었다.

#### 《Made in America》와 캐런의 마지막 날들
1980년 8월 31일 톰 버리스와 결혼한 캐런은 새로운 앨범을 리처드와 함께 만들기로 했다. 리처드는 중독에서 회복되어 다시 활동을 할 준비를 갖추고 있었다. 1980년 봄 올리비아 뉴턴존과 오랜 친구들과 함께 샌디에고에 있는 건강관리센터에 다녀온 캐런은 촬영하는 동안 다시금 건강한 체중의 모습을 보여주었다.
1981년 6월 16일 카펜터스는 듀오로서의 마지막 앨범인 《Made in America》를 발매했다. 앨범은 20만장이 팔렸고 히트곡으로 <Touch Me When We're Dancing>이 핫 100 차트의 16위 까지 올랐다. 또한 이 곡으로 15번째이자 마지막으로 어덜트 컨템포러리 차트에서 1위를 달성했다. 또한 싱글로 <(Want You) Back in My Life Again>, <Those Good Old Dreams>와 모타운의 히트곡을 리메이크한 <Beechwood 4-5789>이 발매되었고 모두 어덜트 컨템포러리 차트에서 선전했다. <Beechwood 4-5789>는 캐런의 32번째 생일에 발매되었고 캐런 생전에 발매된 카펜터스의 마지막 싱글이 되었다. 이 앨범은 캐런의 결혼에 관한 곡 <Because We Are in Love (The Wedding Song)>으로 마무리되었다. 앨범 홍보를 위해 미국과 브라질, 유럽의 여러 지역을 잠깐씩 방문하여 투어를 하였고 아메리카스 톱텐에도 출연했다. 대부분은 립싱크였으며 유럽 공연에서는 라이브로 노래를 하기도 했다.
1982년 뉴욕시로 이주한 캐런은 식이 장애 치료를 받았다. 1982년 9월 캐런은 담당의사에게 전화하여 자신의 심장이 이상하게 뛰면서 어지럽고 혼란스럽다고 했다. 그리고 그 달 말에 병원에 입원하여 정맥 주사를 맞고 8주간에 걸쳐 15 kg 정도 살을 찌웠다. 11월 8일 병원에서 퇴원한 캐런은 가족과 친구들의 만류에도 불구하고 캘리포니아의 집으로 돌아가겠으며 병이 다 나았다고 발표했다. 캐런은 이후 당시의 몸무게인 49 kg을 마지막까지 유지했다. 그녀가 마지막으로 공개석상에 나타난 것은 1983년 1월 11일로 그래미 어워드 25주년을 기념하는 사진 촬영 현장에였다.

#### 캐런의 죽음
1983년 2월 1일 캐런과 리처드는 저녁 식사를 같이 하며 투어를 비롯한 카펜터스의 향후 계획을 논의했고 2월 3일 캐런은 부모의 집을 찾아가 버리스와의 이혼에 대해 상의했다. 그리고 그 다음날 아침 캐런의 어머니는 그녀가 큰 벽장 바닥에 의식을 잃고 쓰러져 있는 것을 발견했고 병원으로 급히 옮겨졌다. 리처드와 그녀의 부모가 20분간 병원에서 대기했을 때 의사가 나와서 캐런의 사망을 알렸다. 부검 결과 그녀의 사망 원인은 "거식증으로 인한 에메틴 카디오독성"이었다. 해부학적 요약으로는 우선은 심부전이고 그 다음으로 거식증이었다. 세 번째로 발견된 것은 악액질(惡液質)로 극도의 저체중과 미약상태이자 만성병으로 인한 건강 악화였다. 에메틴 카디오독성이 의미하는 것은 캐런이 토근(吐根) 시럽을 과다 복용했을 가능성을 시사했는데 그녀가 그랬다는 아무 근거도 없었으며 사망 이후 그녀의 아파트 등으로 비롯하여 어떤 곳에서도 리처드나 다른 가족들이 그것을 찾을 수 없었다.
1983년 10월 12일 헐리웃 명예의 거리에 카펜터스의 별이 새겨졌다. 리처드와 해롤드, 아그네스 카펜터와 함께 많은 팬들이 헌액식에 참석했다. 캐런의 죽음은 당시 대중들에게 잘 알려져 있지 않은 거식증과 함께 관련 증상인 폭식증까지 언론의 집중 조명을 받게 했다.

### 카펜터스 이후

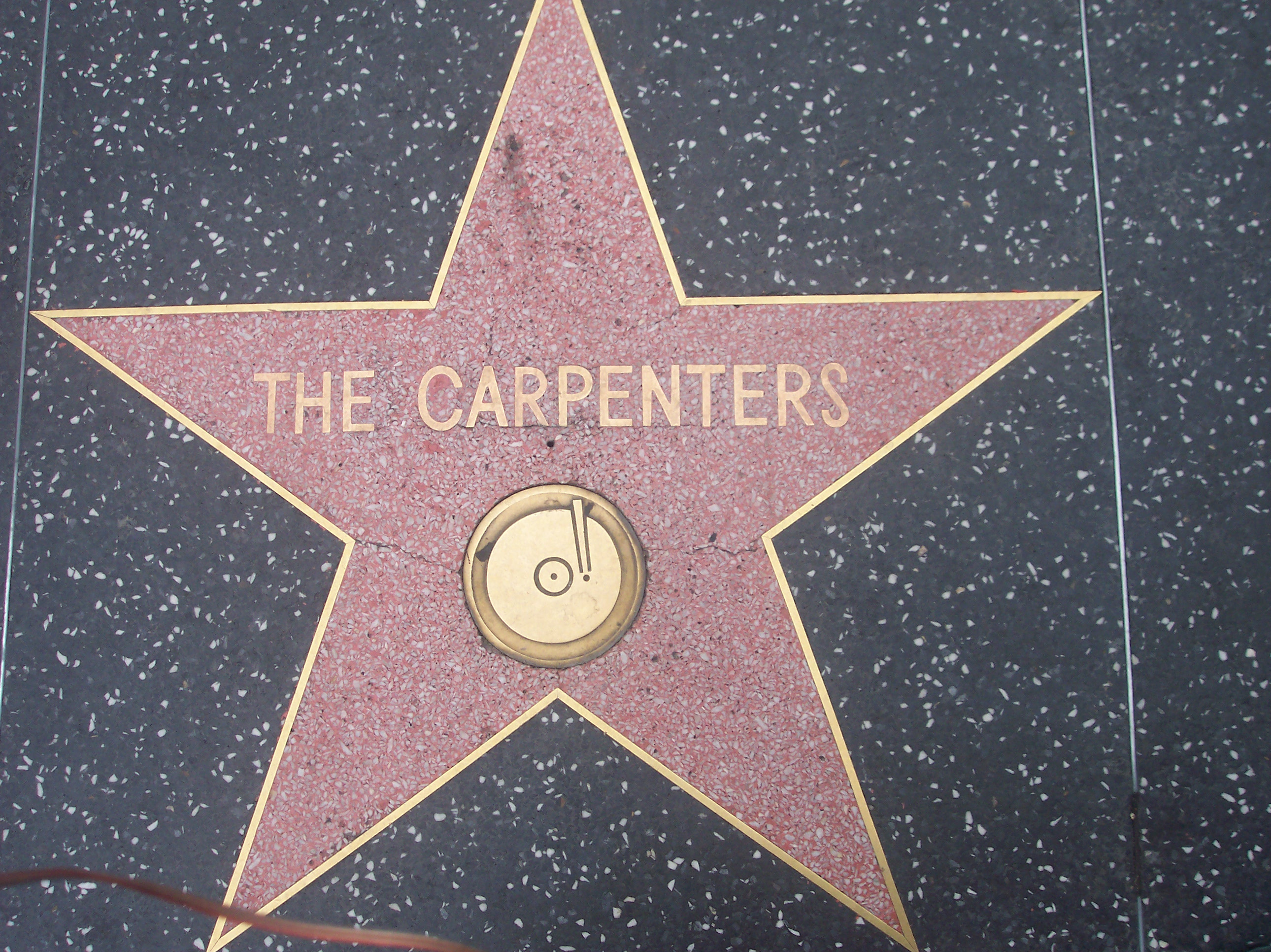
헐리웃 명예의 거리에 있는 카펜터스의 별

캐런의 사망 이후 리처드는 카펜터스의 미발매 곡들과 모음집 등을 계속 제작했다. 《Made in America》 작업 당시 녹음했으나 앨범에 수록되지 않은 곡들을 포함하여 이전 미발매 곡들을 모은  《Voice of the Heart》앨범이 1983년 말 발매되어 46위에 오르며 골드 앨범이 되었고 캐런이 솔로 앨범을 위해 만들었던 <Make Believe It's Your First Time>과 <Your Baby Doesn't Love You Anymore>가 싱글로 나왔다.
캐런 사망 이후 두 번째 맞는 크리스마스에 리처드는 새로운 카펜터스의 크리스마스 앨범 《An Old-Fashioned Christmas》를 발매했는데 이전 《Christmas Portrait》앨범 작업때 녹음해 두었던 것들에다 새로 녹음한 곡들을 더해서 넣었다. 1987년 리처드는 그의 첫 솔로 앨범 《Time》을 제작했는데 자신의 보컬 외에 디온 워릭, 더스티 스프링필드가 참여했다. <When Time Was All We Had>는 캐런에게 바치는 곡이었다.  1989년 1월 "캐런 카펜터 스토리" TV 스페셜이 CBS에서 상영되어 그 주간의 시청률 1위를 기록했다. 방송에는 미발표곡인 <You're the One>과 <Where Do I Go from Here>이 삽입되었고 이 곡들은 그 해 말 발매된 《Lovelines》에 수록되었다.
리처드는 1984년 5월 19일 입양된 사촌인 매리 루돌프와 결혼했고 이후 네 딸과 아들 하나를 낳고 캘리포니아주 싸우샌드 옥스에서 예술 후원가의 삶을 살고 있다. 2004년 리처드와 아내는 싸우샌드 옥스 시립 아트 플라자 재단에 캐런을 추모하며 3백만불을 후원했다. 또한 그의 모교인 롱비치 주립대의 카펜터 공연 아트 센터를 위한 후원도 활발히 해오고 있으며 카펜터 센터 모금 공연을 비롯한 여러 무대에서 지속적으로 활동하고 있다.
2007년과 2009년 카펜터 가족이 살던 다우니의 뉴빌 애비뉴에 있는 집의 새 주인이 시에다 집을 헐고 새롭게 공사하려는 허가를 신청했는데 팬들로부터 항의를 받았고 2008년 2월에 이 분쟁에 대한 기사가 로스 엔젤레스 타임즈에 실리기도 했다. 당시에 카펜터스가 사무실과 녹음 스튜디오로 사용하던 별채는 이미 헐렸고 본채도 헐리기 직전 상황이었다. 이 집은 《Now & Then》앨범 커버에 나왔으며 캐런이 사망한 장소이기도 하다. 한 팬은 "이 곳은 우리에게 있어 그레이스랜드와도 같다"고까지 표현했다.

## 음악 스타일
카펜터즈의 독특한 음악을 만든 요소들 중 하나는 카렌 카펜터의 낮은 음역대의 목소리였다. 당시 컨트리 음악과 재즈 음악 분야에서, 여성 알토 음악가들이 많지 않았다. 하지만, 그녀는 3 옥타브 정도까지 목소리를 자유자재로 낼 수 있었다.
그녀의 두성 덕분에, 그리고 그 열정의 결과로, 리차드와 그녀는 그녀의 낮은 음역대(흉성)를 연습하였다. "카렌과 나는 그녀의 목소리(흉성)에서 마술을 본 것 같은 느낌이 들었습니다. 목소리의 풍부함은 말할 것도 없지요. 나는 그래서 상성(가장 높은 성부)을 연습하지 않았습니다."라고 카펜터즈 공식 홈페이지 "Fans Ask" 게시판에 답변을 하였다.
그녀의 마술 같은 저음역대 목소리 덕분에, 그는 항상 그녀의 목소리에 맞게 리메이크 음악들과 그의 음악들의 조성을 다시 점검하였다. 카펜터즈 노래들의 조성은 "D" ("You", "There's a Kind of Hush")와 "E" ("Hurting Each Other", "Yesterday Once More"), E 단조 ("Only Yesterday"), F ("I'll Never Fall in Love Again"), G ("And When He Smiles", "Reason to Believe", "For All We Know", "You'll Love Me")로 구성되어 있다.

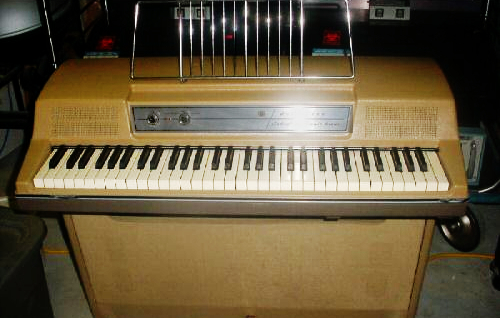
리처드가 카펜터스에서 사용한 것과 유사한 월리처 일렉트릭 피아노

그가 밴드 생활을 하면서 그랜드 피아노, 하프시코드, 해먼드 오르간 등 많은 건반 악기를 연주하였지만, 그는 월리처 사의 전자 피아노를 "따뜻하다"거나 "아름답다"라고 표현하였다. 그는 가끔 음을 짙게 만들기 위해 스튜디오에서 그의 어쿠스틱 피아노인 월리처 전자 피아노를 두 번 이상 연주하곤 한다. 1970년대 중반부터 그는 팬더 로즈 피아노로도 연주하였다.
싱어 외에도, 그녀는 능숙한 드러머였다. 가끔 그녀는 1974년도 이전의 곡들을 드럼으로 연주하기도 하였다. 리차드의 말에 따르면, 그녀는 노래를 부르며 드럼까지 연주하고 싶었다고 한다. 라이브 공연 중에는 드럼 때문에 그녀가 보이지 않을 때도 있었다고 한다. 서로의 뜻이 맞지 않았지만, 그와 그녀는 결국 공연에 대해 타협하기에 성공했다. 내용인 즉슨, 발라드 곡을 부를 때에는 서 있고, 잘 알려지지 못한 곡을 부를 때에는 드럼을 쳐도 된다는 것이었다. 1년이 지난 뒤 그녀의 목소리가 인기가 높아지자 그녀의 드럼에 대한 열정은 줄게 되었고, 그녀는 점점 드럼을 연주할 수 없게 되었다. 결국 1976년 앨범에서, 그녀는 한 곡도 드럼을 치지 않았다.
그리고 그의 오빠 리처드는 1973년에 낸 'Top of the world'로 건반악기로 그의 실력을 뽐냈다. 그는 원래 프로듀서였지만 동생 카렌 카펜터와 그룹활동을 하면서 작곡가로도 손색없는 작곡솜씨가 있었다.

## 공적 이미지

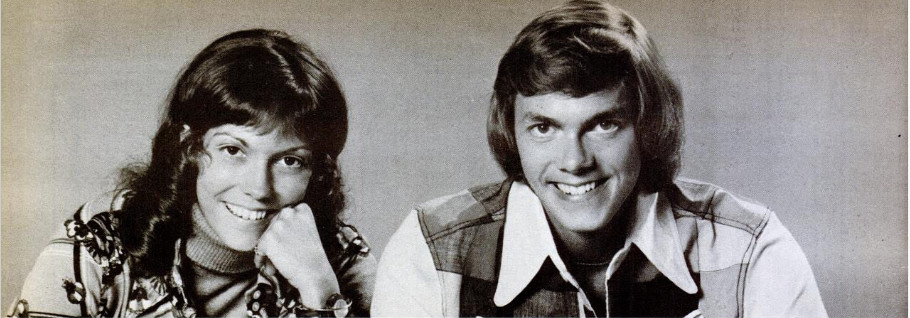
카펜터스는 때로 "말쑥한"이미지로 인해 비판을 받기도 했다.

카펜터스의 인기는 비평가들을 어리둥절하게 만들었었다. 주로 발라드와 중간 템포의 곡들은 때로 단조롭고 너무 달콤하다는 평을 들었다. 한편 음악업계의 분위기는 달랐으며 세 개의 그래미 어워드를 수상했으며(최우수 신인, 1970년 <Close to You>로 최우수 팝/록 퍼포먼스, 1971년 최우수 팝 퍼포먼스 그룹) 1974년 아메리칸 뮤직 어워드에서 가장 좋아하는 팝/록 그룹에 뽑혔다.
음악계에 발을 들여놓을 때부터 카펜터스는 기획사로부터 인터뷰를 어떻게 해야하는지, "말쑥한" 이미지를 거스르는 어떤 논란이 될 만한 말을 삼갈 것 등에 대한 지도를 받았다. 이들은 록 밴드는 아니었지만 <롤링 스톤> 같은 록 매거진에서도 다루었는데 필진인 레스터 뱅스는 카펜터스는 "내가 본 어떤 밴드보다 가장 당황스러운 무대였다"고 하면서 홍보용 사진은 "수 년전 캘리포니아 청년의 유쾌한 천진함"을 보여준다고 했으며 대중에게 알려진 이미지는 그들의 실제보다 더 보수적이라고 했다. 백악관에 갔던 것도 이러한 이미지를 더욱 고착화 시켰다.
카펜터스가 엄청난 인기를 얻었고 또 음악적 재능도 인정을 받기는 했지만 그들을 좋아한다는 것을 창피해하는 경향도 있다. 나중에 했던 인터뷰에서 리처드는 음반사가 그들을 "반짝거리고 말쑥한" 이미지로 포장했던 것과 평론가들이 음악이 아니라 이미지에 대해서 비평했던 것이 얼마나 싫었는지를 얘기했다.
<Goodbye to Love>가 발매되고 나서 이들을 바라보는 시선에 약간의 변화가 생겼다. 켄 반스는 "요즈음에는 카펜터스를 좋아한다고 말하는 것이 대단한 일이 아니다. 기억하겠지만 소위 "록" 서클에서는 이것이 이단적인 발언이었다. 지금에는 모두가 카펜터스에 넘어갔다"고 했다. 그때 이후 카펜터스의 설탕발린 이미지는 점차 약해졌고 뮤지션들이 그들이 자신의 음악에 주요한 영향이었다는 얘기를 하게 되었다.

## 음악적 유산과 영향
<롤링 스톤>은 카펜터스를 역대 가장 위대한 듀오 20에 10위로 선정했고 캐런 카펜터스를 역대 가장 위대한 여성 보컬 중 하나로 꼽는다. 폴 매카트니는 그녀에 대해 "세계 최고의 여성 보컬"이라고 극찬했다. 마이클 잭슨 역시 카펜터스의 팬으로 자신이 가장 좋아하는 밴드들 중 하나이며 어렸을 때 많은 영향을 받았다고 했다.
1990-2000년대에 걸쳐 다큐멘터리 <Close to You: Remembering The Carpenters>(미국), <사요나라>(일본), <Only Yesterday: The Carpenters Story>(영국) 등이 나오면서 카펜터스에 대한 재평가가 이루어진다. 이들의 음악이 록앤롤이라고 하기에는 "너무 부드럽다"는 주장에도 불구하고 이들을 록앤롤 명예의 전당에 헌액하기 위한 캠페인과 청원이 빗발쳤다.
<We've Only Just Begun>과 <(They Long to Be) Close to You>는 그래미 명예의 전당에 올랐고 9천만장이 넘는 카펜터스의 음반과 싱글 판매량은 이들을 역대 최고 베스트셀링 아트스트 중 하나로 만들어 주었다.

## 디스코그래피
- 1969년 : 《Ticket to Ride》
- 1970년 : 《Close to You》
- 1971년 : 《Carpenters》
- 1972년 : 《A Song for You》<Top of the World>
- 1973년 : 《Now & Then》<Yesterday Once More>
- 1975년 : 《Horizon》
- 1976년 : 《There's a kind of hush》
- 1977년 : 《Passage》
- 1978년 : 《Christmas Portrait》
- 1981년 : 《Made in America》
- 1983년 : 《Voice of the Heart》
- 1985년 : 《An Old-Fashioned Christmas》
- 1989년 : 《Lovelines》
- 2002년 : 《As Time Goes By》